# Henri Dehérain
Henri Dehérain, né le 31 mars 1867 à Paris où il est mort le 21 février 1941, est un historien et géographe français.
Conservateur de la bibliothèque de l'Institut et secrétaire du Journal des Savants, il a laissé sa place de bibliothécaire de l'Institut en 1934 à Marcel Bouteron.

## Biographie
Conservateur à la bibliothèque de l'Institut de France (1919-1934), secrétaire de rédaction du Journal des savants dont il devient directeur adjoint en 1937, il consacre sa thèse au Soudan sous Méhémet-Ali et se rend célèbre pour ses travaux sur l'orient et les voyageurs en Syrie.

## Publications
- Le royaume de Dahomey, La Nature N°880 - 12 avril 1890
- La grande mosquée de Kiarouan en Tunisie,La Nature N°1043 - 27 mai 1893
- Un volcan en activité dans l'Afrique équatoriale, La Nature N°1128 - 12 janvier 1895
- Un fléau africain : la chique ou pulex penetrans, La Nature N°1147 - 25 mai 1895
- Les Anglais à Zanzibar, Revue générale des sciences pures et appliquées, 30 octobre 1896
- Les relations commerciales de l’Égypte avec le Soudan oriental, Revue générale des sciences pures et appliquées, 30 décembre 1896
- Le Dongola pendant l’occupation mahdiste, La Nature N°1258 — 10 juillet 1897
- Le Soudan égyptien sous Mehemet Ali, Paris, Georges Carré et C. Naud, Éditeurs, 1898, 385 p.
- Les embellissements de Tannarive, La Nature N°1313 - 30 juillet 1898
- Le télégraphe à Madagascar, La Nature N°1344 - 25 février 1899
- Val Bergaglia et Valteline, La Nature N°1391 - 20 janvier 1900
- La fin du Mahdisme, La Nature N°1397 - 3 mars 1900
- La restauration de Kartoum, La Nature N°1422 - 25 août 1900
- Les surnoms des européens en souaheli, La Nature N°1466 - 29 juin 1901
- La traite des esclaves à Madagascar au XVIIe siècle, La Nature N°1618 - 28 mai 1904
- Études sur l'Afrique, Hachette, Paris, 1904
- Une exploration de Tristan da Cunha par les Hollandais au XVIIe siècle,  La Nature N°1659 - 11 mars 1905
- La faune du cap de Bonne-Espérance au XVIIe siècle,  La Nature N°1750 - 8 décembre 1906
- Un projet de jardin botanique français au cap de bonne espérance en 1802, La Nature N°1858 - 2 janvier 1909
- L'essai de conquête du golfe Persique par les allemands, La Nature N°2180 - 10 juillet 1915
- La carrière africaine d'Arthur Rimbaud, Revue d'Histoire des Colonies Françaises, 4e trimestre  1916.
- Figures coloniales françaises et étrangères. Rimbaud en Afrique,Paris, Société d'éditions géographiques, maritimes et coloniales, 272 p.,  1931.
- L'Égypte turque, pachas et mameluks du XVIe au XVIIIe siècle et l'expédition du Gal Bonaparte -- Histoire de la Nation Égyptienne  T5, sous la direction de Gabriel Hanotaux, Paris, Librairie Plon 1931 7 volumes in4
- Le Soudan égyptien de Mohamed Aly à Ismaïl Pacha -- Histoire de la Nation Égyptienne  T6, sous la direction de Gabriel Hanotaux, Paris, Librairie Plon 1931 7 volumes in4
- Un mécène royal S.M.Fouad Ier -- Histoire de la Nation Égyptienne  T7, sous la direction de Gabriel Hanotaux, Paris, Librairie Plon 1931 7 volumes in4
- Le Soudan perdu et reconquis -- Histoire de la Nation Égyptienne  T7, sous la direction de Gabriel Hanotaux, Paris, Librairie Plon 1931 7 volumes in4
- L'orientalisme français en Égypte au XVIIIe siècle, Journal des Savants, 1931, pp. 261–272.
- Alfred Rébelliau, Revue historique, tome 174, juillet-décembre 1934, p. 659-661.
- La dernière phase de la commission des sciences et arts de l'expédition d’Égypte, Paris, Imprimerie nationale, 1936
- La vie de Pierre Ruffin, orientaliste et diplomate, 1742-1824, Paris, 1929, deux tomes.

## Distinctions
- Officier de la Légion d'honneur (1935)[2]